# 青岛掖县会馆
36°04′38″N 120°19′35″E / 36.07722°N 120.32639°E

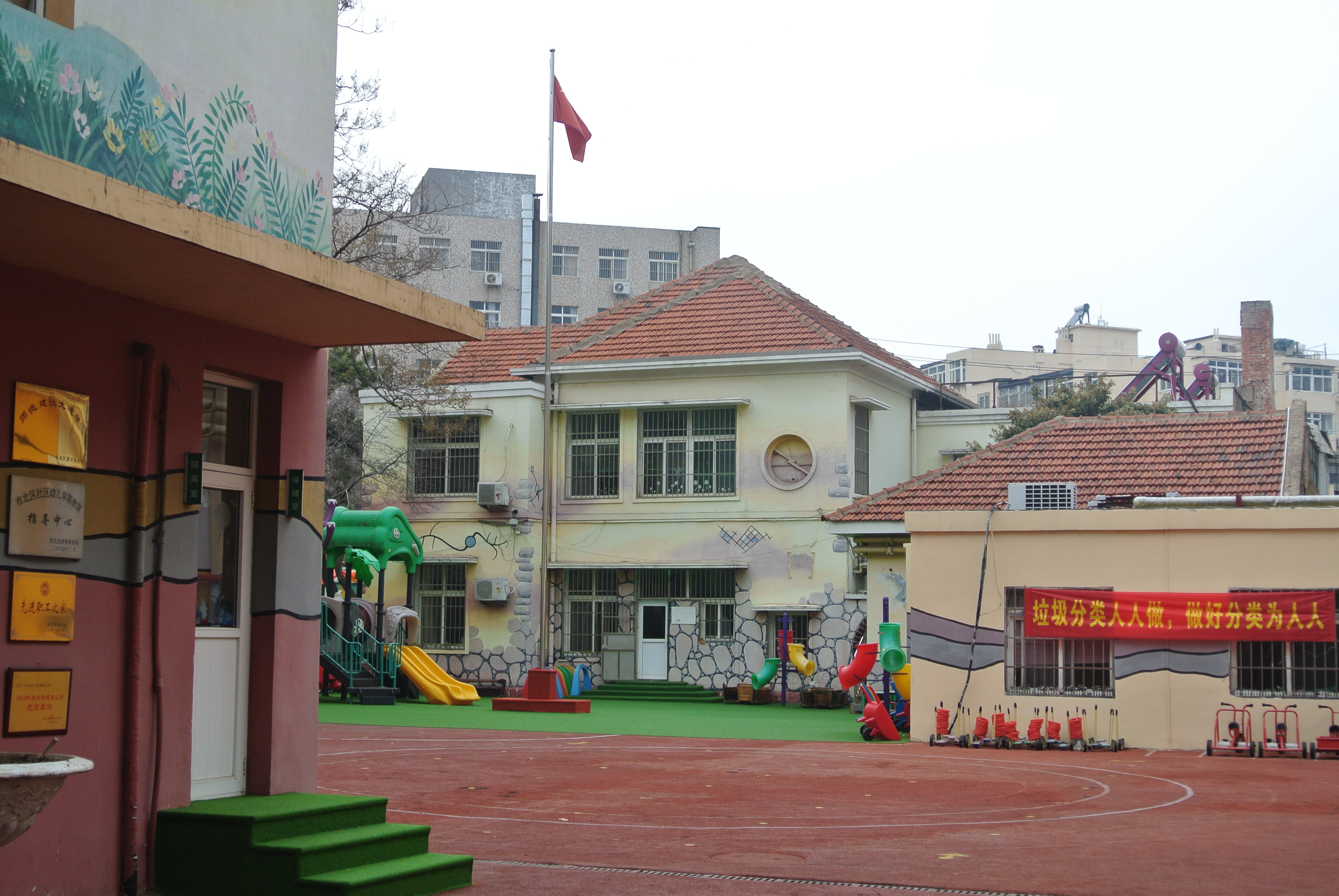
无棣路9号，被考证为青岛掖县会馆旧址

青岛掖县同乡会为山东省掖县（今莱州市）籍人士在青岛的同乡组织，成立于1922年。同乡会的活动场所，即青岛掖县会馆，建于1923年，被考证为今青岛市市北区无棣路9号建筑。

## 历史
青岛掖县同乡会的筹办始于1922年春。当年8月2日，同乡会暂租河南路一处房屋作为筹备场所及临时会馆，后迁至马关通三番地（今肥城路），宋雨亭为会长，顾少山、贾仁斋、邹陞三（邹升三）为副会长，刘子山为名誉会长。同年9月15日正式成立，借用齐燕会馆举办成立大会。
1923年，同乡会计划在无棣四路一处空地新建会馆，并致函胶澳商埠督办公署，以“联络乡谊，专为周济，开办义校，施舍医药”为由，申请市政方面参照齐燕会馆办法，对该地块每年469元9角6分的租金给予减免，并经山东省议会一掖县籍杜姓副议长建言，使督办公署同意以每年50元的象征性租金将该地块租予同乡会。会馆于1923年底建成，占地800余坪，馆舍三栋，房屋共37间。1924年春，同乡会在会馆门前立《青岛掖县同乡会记》碑一块，由当时寓居青岛的前清内阁学士兼礼部侍郎王垿撰文。
1923年后，掖县同乡会开办掖县小学，供同乡子弟及附近儿童就学。1947年在会馆附近临邑路开办东莱中学（后改为青岛第十三中学）。掖县同乡会曾两次改组，1928年管理部门改称委员会，会长改称委员长，1930年注册为公益慈善团体，再次改称会长。
掖县同乡会成立后致力于调解同乡纠纷、帮扶同乡、救济家乡民众，如曾就掖县人所办济世堂商号遭火灾后未得日商铃木保险公司及时赔付一事严重交涉青岛日本商业会议所，要求铃木保险立即赔付；1927年因掖县潘家村、周家村遭海匪抢掠，致函山东省代省长林宪祖（掖县籍）要求政府出面剿匪并获其重视；1929年会同中国红十字会青岛分会、济南掖县同乡会救济掖县饥荒并承担运费；1939年日本马贼伊达顺之助与土匪刘黑七制造掖县惨案，同乡会致信伊达要求释放被捕同乡，诸如此类。
掖县同乡会解散时间不明。《青岛掖县同乡会记》碑现为私人收藏。经青岛当地学者研究档案资料、考察石碑发现地点，确认无棣路9号市北区第一教工幼儿园（今市北区无棣路幼儿园）为青岛掖县会馆旧址。

## 《青岛掖县同乡会记》碑文
孟子曰：邻里同井出入相友。夫在乡里且然，况乎相逢异地。所以各县之旅游青岛者，皆立同乡会，而尤以掖县人为最。议创于壬戌之春，会成于是年季秋。举正会长一，副会长二，评议员四十，共议会中善举。若学堂，若济贫，与夫施医施棺，他日力所能及，必次第行之。明年癸亥，购地于无棣四路，建屋三十七楹，庖湢俱备，列植花木。冬十二月，集同乡千余人相与落成，且谋记其事于碑而属余撰言。
余尝读《掖县志》，见汉时王扶少修德行，客居不其，人化其德。又宋时林广轻财好施，义声远播，掖之人固到今为烈也。今诸君子固客居即墨海滨，又倾资创义举，方之古人，何多让焉。余甚望诸君子永偕同志，共抱仁心，扩而充之，渐推渐广，则施惠溥而乡谊敦，声誉将永永无穷也。余叹羡不置，故乐为记之。会长评议员姓氏附于碑后，其捐资姓名则列于他石。
甲子季春莱阳王垿爵生甫撰。